# Brömsebro
Brömsebro est une localité de Suède dans la commune de Torsås située dans le comté de Kalmar.
Sa population était de 187 habitants en 2015.

## Histoire
Deux traités dano-suédois ont été signés à Brömsebro : le premier traité de Brömsebro (1541), qui était une alliance dano-suédoise contre la Ligue hanséatique, et le deuxième traité de Brömsebro (1645) mettant fin à la guerre de Torstenson. Le village était alors situé à la frontière entre la Suède et le Danemark. C'était aussi le lieu d'autres réunions diplomatiques et négociations entre le Danemark et la Suède.